# Epania vietnamica
Epania vietnamica là một loài bọ cánh cứng trong họ Cerambycidae.